# Pelinoides obscurus
Pelinoides obscurus är en tvåvingeart som beskrevs av Wayne N. Mathis 1985. Pelinoides obscurus ingår i släktet Pelinoides och familjen vattenflugor.
Artens utbredningsområde är Ecuador. Inga underarter finns listade i Catalogue of Life.